# Kharpunath
Kharpunath (en népalais : खार्पुनाथा) est une municipalité rurale du Népal située dans le district de Humla. Au recensement de 2011, elle comptait 6 011 habitants.
Elle regroupe les anciens comités de développement villageois de Lali, Raya, Chhipra et Kharpunath.